# Raphael Augusto
Rafael Augusto Santos da Silva (sinh ngày 6 tháng 3 năm 1991 ở Rio de Janeiro), thường được biết với tên Raphael Augusto, là một cầu thủ bóng đá người Brasil thi đấu ở vị trí tiền vệ trung tâm cho Chennaiyin FC ở Indian Super League.

## Danh hiệu

### Câu lạc bộ
Chennaiyin FC
- Indian Super League: Vô địch 2015
- Indian Super League: Vô địch 2017-18